# Джером Апт
Джером „Джей“ Апт (на английски: Jerome „Jay“ Apt) е американски астронавт, участник в четири космически полета.

## Образование
Джером Апт завършва академията Shady Side в Питсбърг, Пенсилвания през 1967 г. През 1971 г. се дипломира в Университета Харвард, Кеймбридж, Масачузетс като бакалавър по физика. През 1976 г. защитава два доктората – по физика и философия в Масачузетски технологичен институт. Професор по физика в Университет „Карнеги Мелън“, Питсбърг, Пенсилвания.

## Служба в НАСА
Джером Апт започва работа в НАСА през 1980 г. Работи в научната дивизия на агенцията, секция „Реактивни двигатели“. От 1982 до 1985 г. е в Космическия център Линдън Джонсън, Хюстън, Тексас като офицер по контрола на полетите в програмата Спейс шатъл. Избран е за астронавт от НАСА на 4 юни 1985 г., Астронавтска група №11. През юли 1986 г. завършва общия курс на обучение. Той взема участие в четири космически полета. Има 847 часа в космоса и 10 часа и 13 минути извънкорабна дейност.

### Полети
| Космически полети на Джером Апт                                  | Космически полети на Джером Апт | Космически полети на Джером Апт | Космически полети на Джером Апт | Космически полети на Джером Апт | Космически полети на Джером Апт      | Космически полети на Джером Апт |
| №                                                                | Дата                            | КК                              | Емблема на мисията              | Функции                         | Продължителност                      |                                 |
| ---------------------------------------------------------------- | ------------------------------- | ------------------------------- | ------------------------------- | ------------------------------- | ------------------------------------ | ------------------------------- |
| 1                                                                | 5 април 1991                    | „Атлантис“, мисия STS-37        |                                 | Специалист на мисията           | 5 денонощия 23 часа 32 мин. 44 сек.  |                                 |
| 2                                                                | 12 септември 1992               | „Индевър“, мисия STS-47         |                                 | Специалист на мисията           | 7 денонощия 22 часа 30 мин. 23 сек.  |                                 |
| 3                                                                | 9 април 1994                    | „Индевър“, мисия STS-59         |                                 | Специалист на мисията           | 11 денонощия 05 часа 49 мин. 30 сек. |                                 |
| 4                                                                | 16 септември 1996               | „Атлантис“, мисия STS-79        |                                 | Специалист на мисията           | 10 денонощия 03 часа 19 мин. 28 сек. |                                 |
| Сумарно време в космоса – 35 денонощия 07 часа 10 минути 05 сек. |                                 |                                 |                                 |                                 |                                      |                                 |

## Награди
1. Медал на НАСА за отлична служба;
2. Медал на НАСА за участие в космически полети (4).